# Tom Verlaine
Tom Verlaine (nascido Thomas Miller, Morristown, 13 de dezembro de 1949 – Nova Iorque, 28 de janeiro de 2023) foi um músico americano, conhecido como vocalista e guitarrista da banda Television. Foi considerado o 90.º melhor guitarrista de todos os tempos pela revista norte-americana Rolling Stone.

## Biografia
Tom Verlaine começou sua ligação com a música ao estudar piano e saxofone quando era criança, influenciado por Stan Getz. Tom não tinha nenhum interesse em guitarra até escutar o disco 19th Nervous Breakdown, dos Rolling Stones durante a sua adolescência, quando começou um longo período de experimentação até desenvolver o seu estilo próprio de tocar. Tom também tinha interesse em escrever e em poesia. Ainda na adolescência conheceu e se tornou amigo do futuro companheiro de banda e ícone punk Richard Hell na escola de Stanford. Os dois tinham em comum o gosto por música e poesia.
Depois de uma tentativa falha, Tom e Richard Hell conseguiram fugir da escola e foram morar em Nova Iorque. Nessa época criou seu nome artístico, tendo como referência o simbolista francês Paul Verlaine. Certa vez afirmou que seu novo nome era inspirado na troca de nome de Bob Dylan e que era uma maneira de se distanciar de seu passado. Juntamente com Richard Hell e Billy Ficca formou a banda The Neon Boys, que não durou muito tempo, se separou após não conseguir encontrar um segundo guitarrista, foram feitas algumas audições nas quais Dee Dee Ramone e Chris Stein participaram.
Alguns meses depois reformularam a banda agora com o nome Television sendo recrutado como segundo guitarrista Richard Lloyd, começaram a tocar nos clubes CBGB e Max's Kansas City. Em 1975, Tom tirou Richard Hell da banda, por sua falta de habilidade instrumental e por seu comportamento, aí então lançaram o seu primeiro single, com Fred Smith substituindo Hell. Tom namorou com Patti Smith nessa época, os dois eram artistas da mesma cena musical em Nova Iorque. A banda Television lançou dois álbuns, Marquee Moon e Adventure, que tiveram ótimas críticas mas vendas modestas antes de se separarem, em 1978.
Logo Tom lançou um álbum solo com o seu nome, o qual lhe rendeu uma carreira promissora durante a década de 80. Se mudou para a Inglaterra por um breve período, em resposta à recepção positiva de seu trabalho na Europa. Nos anos 90 participou do trabalho de diversos artistas, incluindo Patti Smith, e também compôs para o filme Love and a .45.
Em 1992 a banda Television foi reformulada para a gravação de um novo álbum de estúdio, chamado Television e um álbum ao vivo, Live at the Academy 1992, eles se reuniram periodicamente para fazer turnês.
Tom é tido por muitos como um dos mais talentosos artistas da era pós-punk. Suas composições poéticas, agregadas à sua forma original de tocar guitarra, são muito influentes e elogiadas pela mídia. Ele e seu colega Richard Lloyd são conhecidos como um dos duos de guitarras mais aclamados e inventivos do rock. Apesar dessa adoração recebida pela mídia, Tom raramente responde a essa atenção na forma de entrevistas.
Verlaine morreu em 28 de janeiro de 2023, aos 73 anos de idade em Manhattan, Nova Iorque, segundo a filha de sua amiga Patti Smith, o músico faleceu após uma "breve doença." A causa da morte do músico foi um câncer de próstata com metástase.

## Discografia

### Television
- Marquee Moon - (1977) UK #28
- Adventure - (1978) UK #7
- The Blow-Up - (1982) Ao vivo 1978
- Television - (1992)
- Live at the Academy, 1992 - (2003) Ao vivo 1992
- Live at the Old Waldorf - (2003) Ao vivo 1978

### Solo
- Tom Verlaine (1979)
- Dreamtime (1981)
- Words from the Front (1982)
- Cover (1984)
- Flash Light (1987)
- The Wonder (1990)
- Warm and Cool (1992) (Reissued in 2005)
- The Miller's Tale: A Tom Verlaine Anthology (1996)
- Around (2006)
- Songs and Other Things (2006)

### Singles
- "Always" (1981)
- "Postcard from Waterloo" (1982)
- "Let Go the Mansion" (1984)
- "Five Miles of You" (1984)
- "A Town Called Walker" (1987)
- "Cry Mercy, Judge" (1987)
- "The Funniest Thing" (1987)
- "Shimmer" (1989)
- "Kaleidoscopin" (1990)